# Eat My Dust!
Eat My Dust! – amerykański dreszczowiec w reżyserii Charlesa B. Griffitha, którego premiera odbyła się w 1976 roku.

## Fabuła
Nastolatek Hoover Niebold (Ron Howard) próbuje zaimponować dziewczynie z liceum, dlatego zabiera ją na przejażdżkę skradzionym samochodem wyścigowym, który należy do miejscowego kierowcy wyścigowego. Ojciec Hoovera (Warren Kemmerling), szeryf miasta, jest zły na swojego syna i wydaje rozkaz swoim zastępcom złapania go, równocześnie jest zaniepokojony tą sytuacją.

## Obsada
Źródło: Rotten Tomatoes

- Ron Howard – Hoover Niebold
- Christopher Norris – Darlene Kurtz
- Warren Kemmerling – Szeryf Niebold
- Dave Madden – Big Bubba Jones
- Robert Broyles – Bud
- Evelyn Russell – Delores Westerby
- Rance Howard – Deputy Clerk
- Jessica Potter – Lallie
- Charles Howerton – J.B.
- Kathy O’Dare – Miranda

## Produkcja i premiera
Film został nakręcony w cztery tygodnie. Tytuł filmu zaproponowany przez reżysera Charlesa B. Griffitha był początkowo żartem. Na film przeznaczono niewielki budżet. Premiera filmu odbyła się w 1976 roku.

## Odbiór
Film zarobił 5 milionów dolarów.